# Граница (Јањина)
Граница (грч. Γρανίτσα од словенске речи "граница") - село је у општинској јединици Молосои, у Јањинском округу, Грчка. Према попису становништва из 2011. године било је 85 становника. Налази се на падини брда на левој обали реке Тири. Налази се 4 km западно од Чинке и 24 km западно од Јањине.

## Становништво
| Година | Становништво |
| ------ | ------------ |
| 1981   | 298          |
| 1991   | 232          |
| 2001   | 187          |
| 2011   | 85           |